# باشگاه فوتبال مارلو
باشگاه فوتبال مارلو (به انگلیسی: Marlow Football Club) یک باشگاه فوتبال در شهر مارلو، باکینگهام‌شایر، کشور انگلستان است که در سال ۱۸۷۰ میلادی تأسیس شده‌است.